# Estación de Pigalle

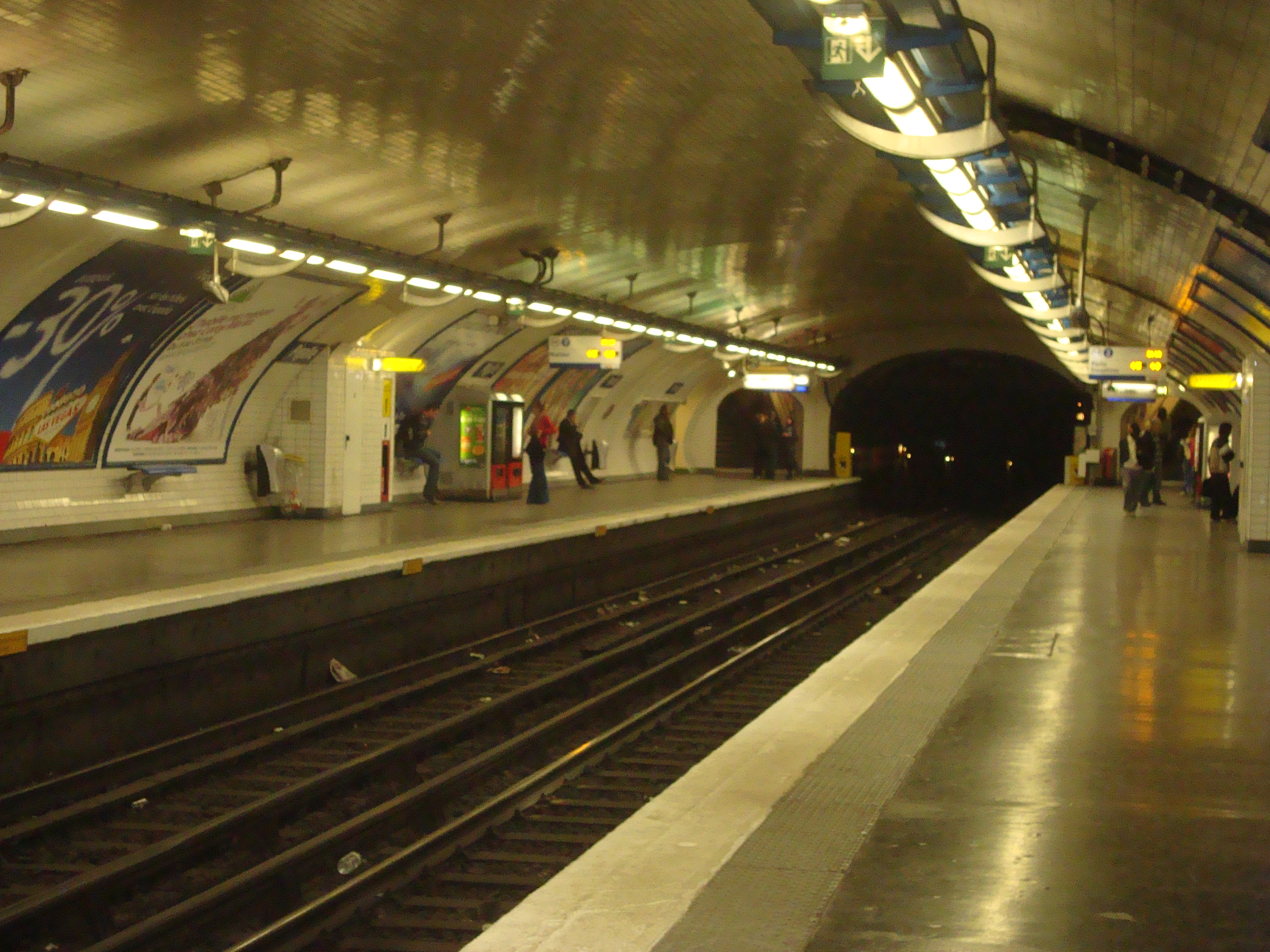
Estación de la Línea 2

La  estación de Pigalle es una estación de las líneas 2 y 12 del metro de París situada en el límite de los distritos IX y XVIII, al norte de la ciudad.

## Historia
La estación fue inaugurada el 7 de octubre de 1902 dentro de la primera ampliación de la línea 2. La línea 12, por su parte, llegaría 8 de abril de 1911.
Debe su nombre al escultor francés Jean-Baptiste Pigalle.

## Descripción

### Estación de la línea 2
Está compuesta de dos vías y de dos andenes laterales de 75 metros. 
Está diseñada en bóveda elíptica revestida completamente de los clásicos azulejos blancos del metro parisino aunque planos, sin biselar. La iluminación es de estilo Ouï-dire realizándose a través de estructuras que recorren los andenes sujetados por elementos curvados que proyectan una luz difusa en varias direcciones. Inicialmente esta iluminación coloreaba las bóvedas pero esta característica se ha perdido.   
La señalización por su parte usa la moderna tipografía Parisine donde el nombre de la estación aparece en letras blancas sobre un panel metálico de color azul. Por último, los asientos siguen también el estilo Ouï-dire combinando asientos convencionales con bancos que por su altura sólo permiten apoyarse.

### Estación de la línea 12
Está compuesta de dos vías y de dos andenes laterales curvados de 75 metros. 
Está diseñada en bóveda elíptica. Al igual que la estación de la línea 2, se usan azulejos blancos planos. La iluminación es de estilo Motte y se realiza con lámparas resguardadas en estructuras rectangulares de color naranja que sobrevuelan la totalidad de los andenes no muy lejos de las vías.
La señalización por su parte usa la moderna tipografía Parisine donde el nombre de la estación aparece en letras blancas sobre un panel metálico de color azul. Por último los asientos, que también son de estilo Motte, combinan una larga y estrecha hilera de cemento revestida de azulejos naranja que sirve de banco improvisado con algunos asientos individualizados del mismo color que se sitúan sobre dicha estructura.

## Acceso
La estación dispone de dos accesos situados en el bulevar Clichy. Uno de ellos está inscrito como monumento histórico de Francia al haber sido construido por Hector Guimard.